# اختلاج
الاختلاج هي حالة طبية تؤدي إلى إنقباض لا إرادي لمجموعة من العضلات بشكل سريع ومتكرر، وينتج عن ذلك انتفاضات لا إرادية. الاختلاج غالباً ما يكون من أعراض نوبات الصرع ولذلك فمصطلح الاختلاج يستعمل أحياناً كمرادف لمصطلح الصرع. ما يجب معرفته أن ليست كل نوبات الصرع تؤدي للاختلاج، وليس كل اختلاج يكون سببه نوبة صرع. فقد يكون الاختلاج ناتج عن صدمات كهربائية أو الغطس «السكوبا» بكمية غير كافية من الهواء.

## الأعراض
عندما يحدث الاختلاج، من الممكن أن تحصل عدة أعراض، مثل: فقدان وعي، تشوش، سيلان اللعاب، فقدان التحكم بالمثانة، انتفاضات مفاجئة، تشنجات للعضلات، انقطاع مؤقت للتنفس، والعديد أيضاً. وينصح بعدم الإمساك بهم في حال حدوث هذه الأعراض، لأنه سوف يؤدي ذلك بالإضرار بهم.

## الأسباب
غالباَ الاختلاج يكون نتيجة نشاط كهربائي في المخ. من المعروف أيضاً أن من أسباب الاختلاج، مواد كيميائية في الدم، نتيجة أجسام وبائية مثل إلتهاب السحايا وإلتهاب الدماغ والحمى. أسباب أخرى، كخلل وراثي، حادث، أو ورم في الدماغ. لكن في كثير من الأحيان أيضاً السبب غير معروف.

## أنواع
والاختلاجات إما توترية وهي تشنجات تنجم عن تقلص مستمر في مجموعة عضلات، وإما رمعية clonic يتناوب فيها التقلص والارتخاء.
أكثر نوع شائع من الاختلاج هو الصرع العام، يعرف أيضاً بالاختلاج العام. يميز بفقدان الوعي مما يؤدي إلى سقوط المصاب، ثم الجسم يمر بمرحلة صلابة لمدة دقيقة بذلك نحدث الاهتزازات اللا إرادية لاحقاً. في هذه الأثناء، المريض يسقط، يؤذي نفسه، أو يعض على لسانه ويفقد السيطرة على المثانة. تاريخ للمرض في العائلة يضع المريض أيضاً في عرضة أكبر لمواجهة الحالة.